# Acremonium tenuicristatum
Acremonium tenuicristatum är en svampart som beskrevs av S. Ueda & Udagawa 1983. Acremonium tenuicristatum ingår i släktet Acremonium, ordningen köttkärnsvampar, klassen Sordariomycetes, divisionen sporsäcksvampar och riket svampar.   Inga underarter finns listade i Catalogue of Life.